# Fabrizia Sacchi
Fabrizia Sacchi (Napoli, 10 febbraio 1971) è un'attrice italiana.

## Biografia
Attrice di teatro, cinema e televisione, si è diplomata presso l'Accademia nazionale d'arte drammatica.
Tra i vari lavori per il grande schermo, vi sono: Nel continente nero (1993), regia di Marco Risi, Preferisco il rumore del mare (2000), regia di Mimmo Calopresti, Da zero a dieci (2002) di Ligabue, La felicità non costa niente, diretto da Mimmo Calopresti, Mundo civilizado, diretto da Luca Guadagnino, questi ultimi due entrambi del 2003, Apnea (2004), opera prima di Roberto Dordit, e  Melissa P. (2005), regia di Luca Guadagnino, in cui è la madre di Melissa.
Nel 2001 ha inoltre recitato una sequenza per la nuova versione americana home-video del classico di Mario Bava Cani arrabbiati (1974), nella parte di una donna che piange all'inizio del film.
Tra i lavori per il piccolo schermo ha recitato nella serie tv di Rai Uno Medicina generale (2007-2009), in cui ha il ruolo di Gabriella Boschi.
Nel 2013 è candidata al David di Donatello per la migliore attrice non protagonista e al Nastro d'argento alla migliore attrice non protagonista per il film Viaggio sola  e nello stesso anno si laurea in Lettere e Filosofia.
Nel 2017 produce la web serie Il prete con la regia di Andrea Piretti. La web serie girata a Napoli è arrivata finalista alla sezione Miglior Drama al Roma Web Fest 2017 e ha vinto il Premio Asti Web Cinema. Nel 2018 ha lavorato nuovamente per Guadagnino, apparendo nel film Suspiria, remake del classico di Dario Argento.
È citata nei ringraziamenti speciali dei titoli di coda del film Santa Maradona.

## Filmografia

Fabrizia Sacchi in Preferisco il rumore del mare (2000)

### Cinema
- Tracce di vita amorosa, regia di Peter Del Monte (1990)
- Nessuno, regia di Francesco Calogero (1992)
- Nel continente nero, regia di Marco Risi (1993)
- Uomini uomini uomini, regia di Christian De Sica (1995)
- Isotta, regia di Maurizio Fiume (1996)
- Blue Line, regia di Antonino Lakshen Sucameli (1996)
- Ormai è fatta!, regia di Enzo Monteleone (1999)
- The Protagonists, regia di Luca Guadagnino (1999)
- Il guerriero Camillo, regia di Claudio Bigagli (1999)
- Preferisco il rumore del mare, regia di Mimmo Calopresti (2000)
- Tandem, regia di Lucio Pellegrini (2000)
- Cani arrabbiati, regia di Mario Bava (sequenza nella versione home-video del 2001 curata da Lamberto Bava)
- Jurj, regia di Stefano Gabrini (2001)
- Come si fa un Martini, regia di Kiko Stella (2001)
- Da zero a dieci, regia di Luciano Ligabue (2002)
- Paz!, regia di Renato De Maria (2002)
- Lei, regia di Tonino De Bernardi (2002)
- La felicità non costa niente, regia di Mimmo Calopresti (2003)
- Mundo civilizado, regia di Luca Guadagnino (2003)
- Cielo e terra, regia di Luca Mazzieri (2005)
- Apnea, regia di Roberto Dordit (2005)
- Melissa P., regia di Luca Guadagnino (2005)
- Feisbum! Il film - Episodio: Indian Dream, regia di Laura Luchetti (2009)
- La prima cosa bella, regia di Paolo Virzì (2010) nel ruolo di Sandra
- Questo mondo è per te, regia di Francesco Falaschi (2011)
- Per sfortuna che ci sei, regia di Alessio Maria Federici (2012)
- Viaggio sola, regia di Maria Sole Tognazzi  (2013)
- Stai lontana da me, regia di Alessio Maria Federici (2013)
- La prima volta (di mia figlia), regia di Riccardo Rossi (2015)
- Falchi, regia di Toni D'Angelo (2017)
- Zen sul ghiaccio sottile, regia di Margherita Ferri (2018)[6]
- Suspiria, regia di Luca Guadagnino (2018)
- Domani è un altro giorno, regia di Simone Spada (2019)
- Sassiwood, regia di Antonio Andrisani (2020)
- Maledetta primavera, regia di Elisa Amoruso (2020)
- Stranizza d'amuri, regia di Giuseppe Fiorello (2023)
- Berlinguer - La grande ambizione, regia di Andrea Segre (2024)

### Televisione
- L'avvocato delle donne, regia di Andrea e  Antonio Frazzi (1996)
- Un giorno fortunato, regia di Massimo Martelli (1997)
- Totò, principe di Danimarca, regia e montaggio di Leo de Berardinis in collaborazione con RAI Due – Palcoscenico (1998)
- La Sindone - 24 ore, 14 ostaggi, regia di Lodovico Gasparini – film TV (2001)
- Ultima pallottola, regia di Michele Soavi (2002)
- Il vizio dell'amore, regia di Mariano Cirino – episodio La seconda moglie di Carlo Quinti (2006)
- Medicina generale, regia di Renato De Maria (2007)
- Tutta la verità, regia di Cinzia TH Torrini – film TV (2009)
- Medicina generale 2, regia di Francesco Miccichè e Luca Ribuoli (2009)
- Fuoriclasse, regia di Riccardo Donna (2011)
- Il confine, regia di Davide Marengo – film TV (2015)
- 1992, regia di Giuseppe Gagliardi – serie TV, episodio 1x08 (2015)
- Braccialetti rossi, regia di Giacomo Campiotti – serie TV (2016)
- Sirene, regia di Davide Marengo – serie TV (2017)
- L'amica geniale, regia di Saverio Costanzo – serie TV (2018)
- Non uccidere, regia di Michele Alhaique – serie TV, episodio 2x17 (2018)
- Pezzi unici, regia di Cinzia TH Torrini – serie TV (2019)[7][8]
- Rocco Schiavone 3, regia di Simone Spada – serie TV, episodi 3x03 e 3x04 (2019)
- Il commissario Ricciardi, regia di Alessandro D'Alatri – serie TV (2021-in produzione)
- Rocco Schiavone 4, regia di Simone Spada – serie TV, episodio 4x01 (2021)
- Luna Park, regia di Anna Negri – serie TV Netflix (2021)
- Sabato, domenica e lunedì, regia di Edoardo De Angelis – film TV (2021)
- Vivere non è un gioco da ragazzi, regia di Rolando Ravello - serie TV, 3 episodi (2023)
- La vita che volevi, regia di Ivan Cotroneo - serie TV, episodi 1x02-1x04-1x06 (2024)
- Inganno, regia di Pappi Corsicato – miniserie TV, 4 episodi (2024)

### Produzione
- L'uomo risacca, regia di Luca Guadagnino (2000)
- Il prete, regia di Andrea Piretti - Webserie (2017)[9]

### Cortometraggi
- Uomo di carta, regia di Massimo Coglitore (1998)
- Piccole cose di valore non quantificabile, regia di Paolo Genovese e Luca Miniero (1999)
- L'uomo risacca, regia di Luca Guadagnino (2000)
- Part Deux, regia di Luca Guadagnino (2007)
- Anna, regia di Andrea Piretti (2016)
- Amore disperato, regia di Paolo Sassanelli (2017)
- Vicini, regia di Federica Biondi (2017)
- Noi soli, regia di Francesco Alessandro Cogliati (2017)
- Anguille, regia di Sole Tonnini (2018)

## Teatro
- La trasfigurazione di Benno il ciccione, regia di Valter Malosti per Festival Internazionale di Teatro di Bogotà (1994)
- Edipo e controedipo, regia di Claudio Gioè (1996)
- King Lear n. 1, regia di Leo De Berardinis (1996-1997)
- Historia von Doctor Johannes Faustus, regia di Claudio Gioè (1997)
- Lear Opera, regia di Leo De Berardinis (1998)
- Totò principe di Danimarica (III edizione), regia di Leo De Berardinis (1998)
- Caterina di Heilbronn, regia di Cesare Lievi (1999)
- Come una rivista: da Eschilo a Totò, regia di Leo De Berardinis (2000)[10]
- Confessioni, regia di Marco Manchisi e Fabrizia Sacchi (2002)
- Le regole dell'attrazione reprise, regia di Luca Guadagnino (2002)
- La morte di Danton di Georg Büchner, regia di Aleksander Popovsky (2003)
- Stitching (Lo strappo) di Anthony Neilson, regia di Pierpaolo Sepe, prodotto da Compagnia Rep Gruppo Danny Rose (2003-2012)
- Il mercante di Venezia di William Shakespeare, regia di Elena Bucci, Marco Sgrosso, Enzo Vetrano e Stefano Randisi (2004)[11]
- L'Iliade, regia di Alessandro Baricco (2004)
- Buca di sabbia di Michal Walczak, regia di Pierpaolo Sepe (2005)
- Il metodo Gronholm (Mise en espace) regia di Enrico Ianniello (2005)
- L'orso, una domanda di matrimonio di Anton Čechov, regia di Francesco Saponaro (2006)
- Le signorine Wilko, dall'omonimo romanzo di Jarosław Iwaszkiewicz, adattamento e regia di Alvis Hermanis (2009-2018)[12]
- La festa di Michela Andreozzi, regia di Georgia Lepore (2011)
- Il gioco dell'amore e del caso di Pierre Carlet de Chamblain de Marivaux, adattamento di Giuseppe Manfridi, regia di Piero Maccarinelli (2012)
- Stabat Mater, regia di Luca Guadagnino e Stella Savino (2012-2014)
- Il silenzio della ragione, dal libro omonimo di Anna Maria Ortese, regia di Linda Dalisi (2013)
- Servo per due di Richard Bean, regia di Paolo Sassanelli e Pierfrancesco Favino, prodotto da Compagnia Gli Ipocriti (2013-2016)
- Pretty di Neil LaBute, regia di Fabrizio Arcuri, prodotto da compagnia Gli Ipocriti (2014)
- Sarto per signora di Georges Feydeau, traduzione, adattamento e regia di Valerio Binasco (2016)[13]
- La controra di Anton Čechov, regia di Paolo Sassanelli e Pierfrancesco Favino, prodotto da Compagnia Gli Ipocriti e Fondazione Teatro della Toscana (2016)
- Eptathlon, regia di Claudio Di Palma per Napoli Teatro Festival Italia (2017)[14]
- Traumnovelle - Doppio sogno di Arthur Schnitzler, regia di Paolo Sassanelli, prodotto da Teatro Argot Studio (2018)
- Voci di donna, a cura di Simonetta Solder e Chiara Tomarelli (2019)
- Dove ci sei tu, di Kristen Da Silva, regia di Enrico Maria Lamanna, Borgio Verezzi (2022)
- Amanti, testo e regia di Ivan Cotroneo (2023-in corso)